# Trithyris perticalis
Trithyris perticalis là một loài bướm đêm trong họ Crambidae.